# Jean-François Martin Gardien
Pour les articles homonymes, voir Gardien.
Jean-François-Martin Gardien, né à Château-Renault le 9 janvier 1755 et mort guillotiné à Paris le 31 octobre 1793, est un homme politique français.

## Biographie

### Avocat en Touraine
Fils d'Alexandre Gardien, notaire royal et procureur fiscal du marquisat de Château-Renault, et de Jeanne Baudruau, Jean-François Martin Gardien exerce la profession d'avocat à Château-Renault. Il est tout d'abord hostile à la Révolution, comme le prouve une lettre écrite en avril 1790.
Toutefois, Gardien change d'opinion dans les mois suivants et rallie le camp réformiste, ce qui lui permet de devenir procureur-syndic de Château-Renault.

### Député d'Indre-et-Loire
La monarchie constitutionnelle mise en place par la constitution du 3 septembre 1791 prend fin à l'issue de la journée du 10 août 1792 : les bataillons de fédérés bretons et marseillais et les insurgés des faubourgs de Paris prennent le palais des Tuileries. Louis XVI est suspendu et incarcéré, avec sa famille, à la tour du Temple. 
En septembre 1792, Jean-François-Martin Gardien est élu député du département de l'Indre-et-Loire, le quatrième sur huit, à la Convention nationale, où il siège sur les bancs de la Gironde. 
Le 21 novembre 1792, Gardien est élu l'un des douze commissaire chargés d'examiner les documents trouvés dans l'armoire de fer du palais des Tuileries. Le 23, il fait lecture d'une correspondance entre Louis XVI et le marquis François Claude de Bouillé dans laquelle le roi félicite le marquis dans sa répression, le 31 août 1790, contre la mutinerie de la garnison de Nancy. Le 7 décembre, il dénonce les administrateurs de Château-Renault. 

Lors du procès de Louis XVI, il vote la réclusion, et la déportation à la paix et se prononce en faveur de l'appel au peuple et du sursis à l'exécution de la peine. En avril 1793, il vote en faveur de la mise en accusation de Jean-Paul Marat : 
Comme j'ai la conviction intime que Marat est coupable ; comme il faut être aveugle, égaré, ou profondément scélérat, pour ne pas voir, dans ce prétendu ami du peuple, un provocateur au meurtre et au pillage [...] je déclare, en mon âme et conscience, que je vote pour le décret d'accusation.
Le 21 mai, il est élu membre, le douzième et dernier par 104 voix, de la Commission des Douze, qui fait arrêter, le 24, le rédacteur du journal Le Père Duchesne, Jacques-René Hébert. Le 28,  il vote en faveur du rétablissement de la Commission. À l'issue de la journée du 2 juin 1793, il est décrété d'arrestation sur motion de Georges Couthon (député du Puy-de-Dôme) et de Louis Legendre (député de la Seine) pour avoir signé les mandats d'arrêt de la Commission. 
Le 8 juillet, au terme de son rapport au nom du Comité de Salut public, Louis-Antoine de Saint-Just (député de l'Aisne) propose que Gardien soit décrété d'accusation pour complicité avec les députés girondins en fuite. Le 28, sur motion de Bertrand Barère (député des Hautes-Pyrénées), le décret d'accusation est voté contre lui. 
Le 3 octobre, après le rapport de Jean-Pierre-André Amar (député de l'Isère), membre du Comité de salut public, Gardien fait partie des quarante-deux députés déférés devant le tribunal révolutionnaire. Le 23 octobre, il sollicite l'appui de Maximilien de Robespierre (député de la Seine), mais est condamné à mort par le tribunal et exécuté.
Gardien est remplacé par le suppléant Louis Potier à la Convention.